# Kosovare Asllani
Kosovare Asllani (Kristianstad, 29 juli 1989) is een Zweeds voetballer die als middenvelder speelt. Sinds 2019 speelt zij bij CD Tacón.
Asllani werd geboren in Zweden als dochter van Albanese ouders. Ze begon haar carrière bij Vimmerby IF en ging in 2007 spelen bij Linköpings FC. Met deze club won ze in 2009 zowel de Zweedse voetbalbeker als de Zweedse vrouwencompetitie. In december 2009 vertrok ze voor korte tijd naar de Verenigde Staten, waar ze uiteindelijk 13 wedstrijden voor de Chicago Red Stars speelde, om vervolgens terug te keren bij Linköpings FC. Na een seizoen bij Kristianstads DFF begon zij in 2012 bij de Franse ploeg Paris Saint-Germain Féminines, waarvoor zij in 78 wedstrijden 45 maal scoorde. Na 3,5 jaar voor deze club te hebben gevoetbald, tekende Kosovare Asllani begin 2016 bij het vrouwenteam van Manchester City. Van 2017 tot 2019 speelde zij wederom bij Linköpings FC. In 2019 werd Asllani gecontracteerd door CD Tacón, nadat deze club een fusie was aangegaan met Real Madrid.
Asllani debuteerde op 27 september 2008 bij het nationale voetbalelftal in een wedstrijd tegen Roemenië. Zij kwam met het Zweedse team uit op de Olympische Zomerspelen van 2012 en 2016. Ze vertegenwoordigde Zweden eveneens op zowel het Europees kampioenschap van 2009 als dat van 2013 in eigen land.

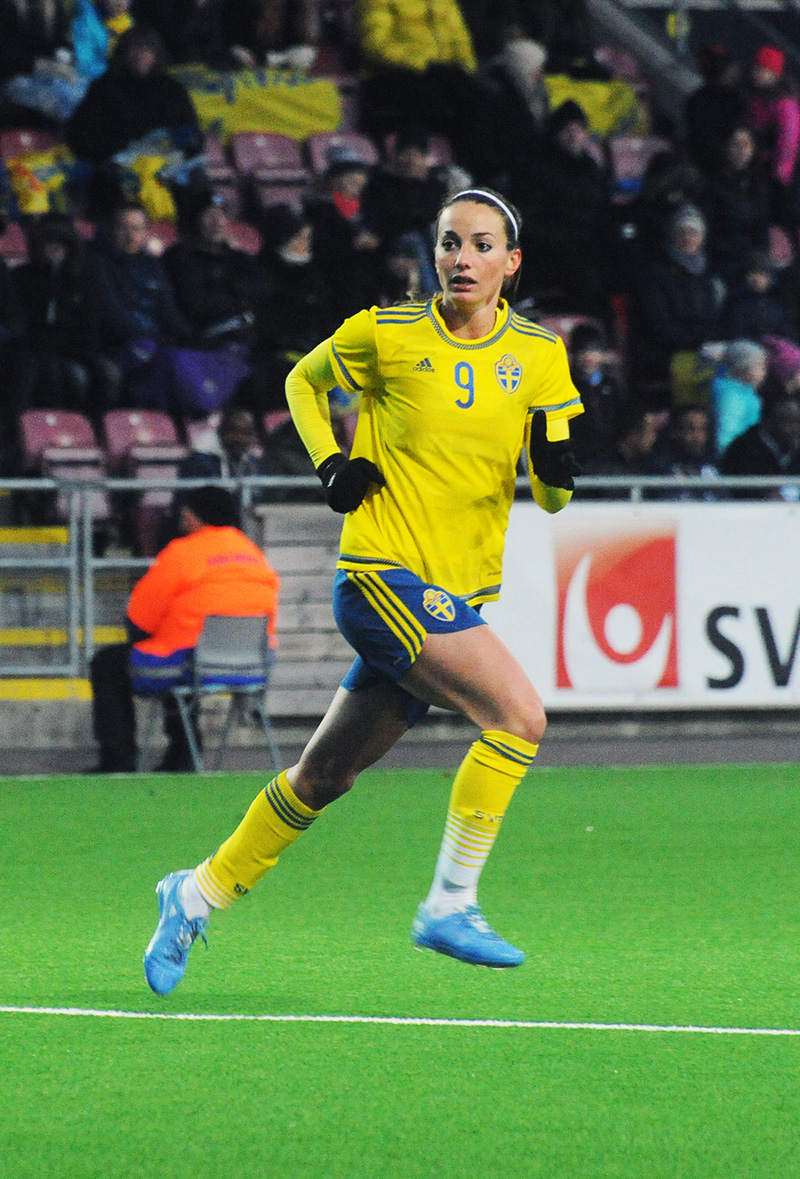
Kosovare Asllani in 2015, tijdens een wedstrijd tegen Zwitserland

1: Lindahl ·
2: Andersson ·
3: Sembrant ·
4: Glas ·
5: Fischer ·
6: Eriksson ·
7: Janogy ·
8: Hurtig ·
9: Asllani ·
10: Jakobsson ·
11: Blackstenius · 12: Falk · 13: Ilestedt · 14: Roddar · 15: Björn · 16: Zigiotti Olme · 17: Seger · 18: Rolfö · 19: Anvegård · 20: Larsson · 21: Mušović · 22: Schough · 23: Rubensson · Coach: Gerhardsson
- Gemeinsame Normdatei: 1104738937
- LIBRIS: 397710
- Virtual International Authority File: 17146824583307630051